# Metallolophia opalina
Metallolophia opalina là một loài bướm đêm trong họ Geometridae.